# Wilhelmshaven (Schiff)
Die Wilhelmshaven war ein ehemaliges Seebäderschiff, das von 1963 bis 2004 für den Seebäderverkehr auf der Strecke Wilhelmshaven↔Helgoland eingesetzt war. Nach einem Umbau zur Autofähre verkehrte das Schiff 2006 als Leviathan zwischen den Liparischen Inseln und Sizilien, wurde aber noch im gleichen Jahr in Neapel aufgelegt. Anfang 2010 wurde die Fähre in Favola A Venezia umbenannt und lag seither in Venedig auf. 2014 wurde das Schiff im türkischen Aliağa verschrottet.

## Geschichte des Schiffes
Die Wilhelmshaven wurde auf der Rolandwerft in Bremen-Hemelingen gebaut. Der Entwurf für das Schiff stammte von Knud-E. Hansen aus Kopenhagen. Als Innenarchitekt arbeitete W. Czech aus Wilhelmshaven am Bau des seinerzeit modernsten Seebäderschiffes mit. Die Maschinenanlage wurde von MAN Diesel geliefert. Es handelt sich um zwei Schiffsdieselmotoren mit je 1.103 kW (1.500 PS) und drei Hilfsmaschinen mit je 163 kVA/380 V. 
Der Stapellauf fand am 2. März 1963 statt. Getauft wurde das Schiff von Ella Janßen, der Ehefrau des damaligen Oberbürgermeisters der Stadt Wilhelmshaven, Johann Janßen. Reederei war die Schiffahrtsgesellschaft Jade, die zu 97½ Prozent im Eigentum der Stadt Wilhelmshaven war.
Die Wilhelmshaven wurde von 1963 bis 1983 im saisonalen Helgoland-Verkehr von der Schiffahrtsgesellschaft Jade auf der Strecke Wilhelmshaven↔Helgoland eingesetzt. Die Fahrzeit betrug knapp drei Stunden, wodurch den Fahrgästen ein langer Inselaufenthalt ermöglicht wurde. In den Wintermonaten wurde das Schiff in Wilhelmshaven aufgelegt, ausgenommen im Winterhalbjahr 1969/1970, als das Schiff nach Dänemark verchartert war.
1984 gab die Stadt Wilhelmshaven den Betrieb der Schiffahrtsgesellschaft Jade auf und verkaufte die Wilhelmshaven an die Reederei Warrings in Carolinensiel, die das Schiff weiterhin im Helgoland-Verkehr einsetzte. Ab 2004 wurde die Strecke von Wilhelmshaven nach Helgoland von der Förde Reederei Seetouristik betrieben, die dafür das Seebäderschiff von der Reederei Warrings übernahm. Zum Ende der Saison 2004 stellte die Förde Reederei Seetouristik die Wilhelmshaven außer Dienst und begründete dies mit anstehenden umfangreichen Renovierungsarbeiten, die nach Ansicht der Reederei wirtschaftlich nicht vertretbar seien. Die letzte Fahrt nach Helgoland fand am 3. Oktober 2004 statt.

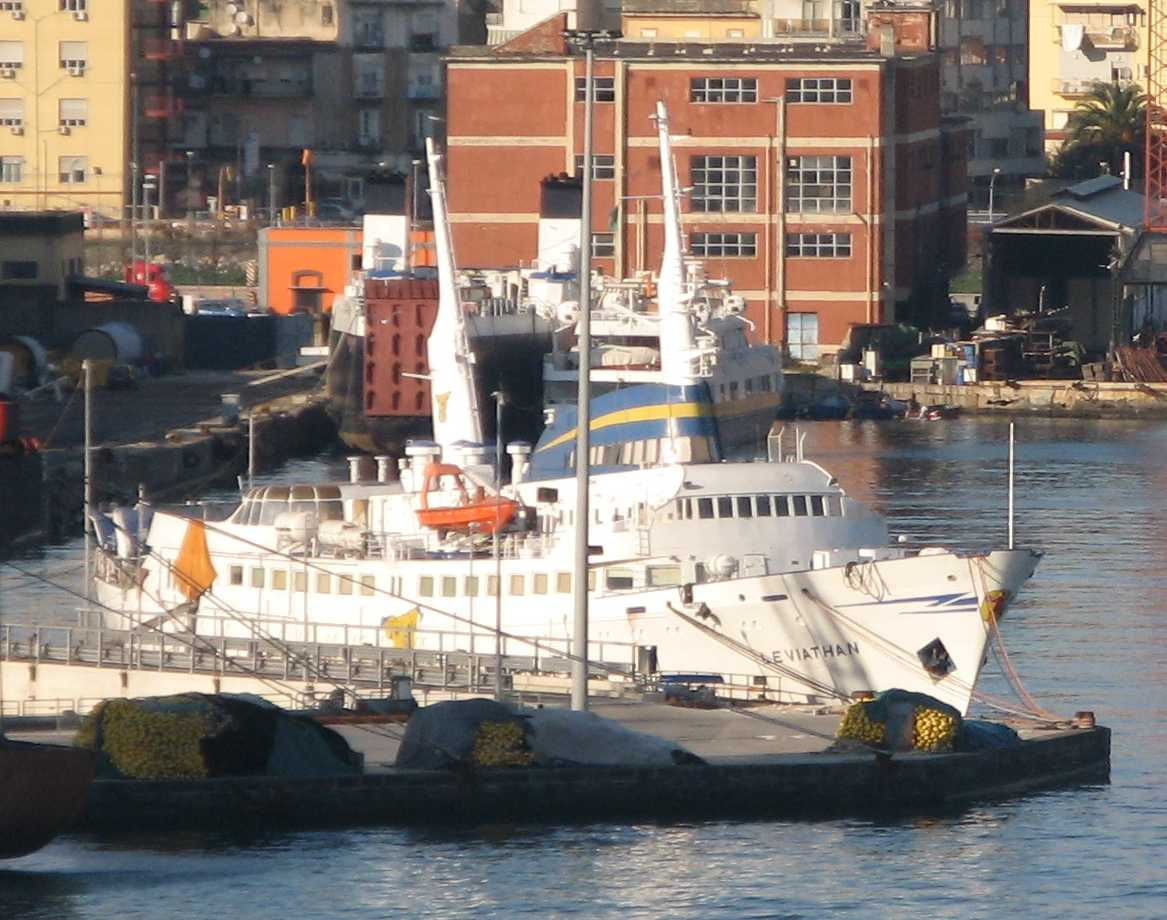
Leviathan im Hafen von Neapel (2009)

Am 25. Februar 2005 wurde das Schiff verkauft und in Leviathan umbenannt. Auf der Mariotti-Werft in Genua erfolgte der Einbau eines Fahrzeugdecks und nach einem weiteren Eignerwechsel wurde am 15. April 2006 für Argo Ferries der Fährverkehr zwischen den Liparischen Inseln Salina und Lipari und dem sizilianischen Hafen Milazzo aufgenommen. Zum Ende des Jahres war das Schiff erneut verkauft und in Neapel aufgelegt.
Anfang 2010 erfolgte ein weiterer Verkauf, die Umbenennung in Favola A Venezia und die Verlegung zur Umbauwerft nach Marghera. Zu Weihnachten 2012 wurde das Schiff nach Valletta (Malta) verholt. Im April 2014 wurde es zum Verschrotten ins türkische Aliağa verkauft, wo es am 11. April eintraf.